# Port lotniczy Hazar Wschód
Port lotniczy Hazar Wschód – port lotniczy zlokalizowany w mieście Hazar w Turkmenistanie.